# GHOST SOUP
『GHOST SOUP』は、1992年12月21日にテレビ放送された岩井俊二監督のテレビドラマ作品。フジテレビ深夜ドラマ枠『La cuisine』で放送され、後にテレビの時間枠では収めきれなかったシーンを加えた完全版としてソフト化された。

## あらすじ
友人の都合で１カ月前倒しでクリスマス・イヴの日に急に引越しをすることになった一郎。大家さんに挨拶を済ませ、荷物を運び入れた部屋には新聞の勧誘や集金、宗教の勧誘などが押し寄せる。そこに不思議な少女と妙な外国人という二人組がやってくる。一郎は彼らを追いだそうとするが、「今晩、ここでクリスマスパーティーをするから出ていって欲しい」と逆に立ち退きを要求される。勝手な言い分に怒った一郎は何とかこの二人を追い返すが、ナナとマールの二人は一郎を追い出す計画を立てはじめる。

## キャスト
- 鈴木一郎 - 渡裕行
- ナナ - 鈴木蘭々
- マール - デーブ・スペクター
- 坂田一等兵 - 光石研
- 管理人 - 藤田弓子
- 集金のおじさん - 高田純次

## スタッフ
- 脚本・監督 - 岩井俊二
- プロデューサー - 原田泉
- エクゼクティブ・プロデューサー - 小川晋一、石原隆
- 助監督 - 行定勲
- 撮影 - 金谷宏二
- 照明 - 隅田浩行
- 音楽 - 土井宏紀、鈴木慶一
- エンディング曲 - 鈴木結女 「CLOSE TO YOU」